# قصر جهان نما
قصر جهان نما (بالفارسية: کاخ جهان‌نما) هو قصر تاريخي يعود إلى عصر السلالة الصفوية، ويقع في مقاطعة ساري.